# Sifa Taumoepeau
Sifa Taumoepeau, född 8 juni 1961, är en tongansk bågskytt. Han deltog vid olympiska sommarspelen 2004.